# Begrotingsfonds
Een begrotingsfonds is in Nederland een onderdeel van de Rijksbegroting voor afzonderlijk beheer van bepaalde ontvangsten en uitgaven voor een bepaald doel.
Op grond van artikel 2.11 van de Comptabiliteitswet 2016 kan bij wet een begrotingsfonds worden ingesteld.

## Huidige begrotingsfondsen
Anno 2023 kent Nederland de volgende begrotingsfondsen:
Naam, wettelijke grondslag
- Mobiliteitsfonds, artikel 2 Wet Mobiliteitsfonds
- Gemeentefonds, artikel 3 Financiële-verhoudingswet
- Provinciefonds, artikel 3 Financiële-verhoudingswet
- Diergezondheidsfonds, artikel 95a[1], Gezondheids- en welzijnswet voor dieren
- Defensiematerieelbegrotingsfonds (DMF), artikel 2 Wet defensiematerieelbegrotingsfonds
- BES-fonds, artikel 88 Wet financiën openbare lichamen Bonaire, Sint Eustatius en Saba
- Deltafonds, artikel 7.22a Waterwet
- Nationaal Groeifonds, artikel 2 Tijdelijke wet Nationaal Groeifonds

## Opgeheven begrotingsfondsen
- Spaarfonds AOW
- BTW-compensatiefonds
- Fonds Economische Structuurversterking
- Infrastructuurfonds (vervangen door Mobiliteitsfonds in 2021)
- Mobiliteitsfonds (opgegaan in het Infrastructuurfonds)
- Rijkswegenfonds (opgegaan in het Infrastructuurfonds)
- Waddenfonds

Het Spaarfonds AOW was een boekhoudkundge exercitie om de noodzaak om rekening te houden met hogere toekomstige lasten aan AOW-uitkeringen door de vergrijzing inzichtelijk te maken. Sinds 1999 hanteert het Rijk echter slechts één tekortdefinitie, namelijk het EMU-saldo conform het Verdrag van Maastricht. Betalingen tussen het Rijk en de fondsen maken voor dit tekort niet uit. Door het regelmatig berekenen van de langetermijnhoudbaarheid van de Nederlandse overheidsfinanciën wordt het beoogde doel op een andere wijze bereikt. De opheffing bespaart het jaarlijks maken en in het parlement behandelen van de betreffende begrotingswet.
De andere fondsen betreffen daadwerkelijke jaarlijkse uitgaven, dus daarvoor geldt het bovenstaande niet.